# Нефопам
Нефопа́м (Торговая марка Acupan) — лекарственное средство, циклическое производное орфенадрина и дифенгидрамина. Является неопиоидным, нестероидным анальгетиком, не обладает противовоспалительным или жаропонижающим действием и при этом существенно отличается от других представителей группы действующих веществ. Используется для лечения умеренной и сильной боли, в первую очередь в больницах после операций и в зонах боевых действий.

## Применение в медицине
Нефопам находит свое использования в профилактике послеоперационных болей при нецелесообразности опиоидной анальгезии.Оценка относительной эффективности нефопама по отношению к морфину указывает на то, что 20 мг нефопама гидрохлорида являются приблизительным анальгетиком, равным 12 мг морфина. Нефопам не оказывает супрессивного воздействия на дыхательный центр человека, поэтому полезен либо в качестве альтернативы опиоидным анальгетикам, либо в качестве дополнительного лечения для использования вместе с опиоидами или другими типами анальгетиков. Использование нефопама приводит к сокращению потребления опиоидов у раковых больных. Препарат проходит тестирование как вспомогательная терапия при β-катенин-индуцированных опухолевых и реактивных фибропролиферативных заболеваниях.

## Побочные эффекты
Со стороны ЦНС, психики: очень частые - сонливость; частые - головокружение; редкие - судороги, раздражительность, возбуждение, галлюцинации, лекарственная зависимость; частота неизвестна - спутанность сознания, кома.
Со стороны пищеварительной системы: очень частые - тошнота, рвота; частые - сухость во рту.
Аллергические реакции: редкие - гиперчувствительность, крапивница, отек Квинке, анафилактический шок.
Прочие: очень частые - повышенное потоотделение; частые - тахикардия, задержка мочи; редкие - недомогание.

## Противопоказания к применению
Гиперчувствительность к нефопаму; детский возраст до 15 лет (в связи с отсутствием клинических данных); судороги или их наличие в анамнезе, эпилепсия; риск задержки мочи, вызванной заболеваниями уретры и/или предстательной железы; риск развития острой глаукомы; беременность, период грудного вскармливания.
Следует соблюдать осторожность при печеночной недостаточности; при почечной недостаточности (в связи с риском кумуляции и, как следствие, увеличением риска развития нежелательных явлений); у пациентов с сердечно-сосудистой патологией, так как препарат может вызывать тахикардию; у пациентов пожилого возраста применение нефопама не рекомендуется в связи с его антихолинергическим действием.

## Фармакология

### Фармакодинамика
Предполагаемый механизм действия препарата - ингибирование обратного захвата серотонина, норадреналина и, в меньшей степени, дофамина (то есть действует как СИОЗСНд) считается также что он снижает передачу сигналов глутамата за счет модуляции натриевых и кальциевых каналов. Взаимодействует с 5HT-2A, 5HT-2B и 5HT-2C рецепторами, что может вносить свою роль в анальгезию.

### Фармакокинетика
Биодоступность нефопама при пероральном приеме довольно низкая. Терапевтические концентрации в плазме крови достигают от 49 до 183 нМ , Препарат примерно на 73% связан с белками в диапазоне от 7 до 226 нг/мл (28–892 нМ). эффективная доза 80% ответа (ED80) составляет 60мг.После введения одной дозы 20 мг в/м, максимальная концентрация в сыворотке наблюдается через 30-60 минут и в среднем составляет 25 нг/мл. T1/2 составляет в среднем 5 ч. После внутривенного введения дозы 20 мг, T1/2 в среднем составляет 4 ч..Выводится в основном с мочой и в меньшей степени с калом. Нефопам обладает незначительным м-холиноблокирующим эффектом.

## Общество и культура
Рекреационное использование нефопама встречается намного реже чем при использовании опиоидных анальгетиков, однако определенный потенциал злоупотребления у препарата есть. При злоупотреблении нефопамом оказывает в основном психостимулирующее действие, которое, вероятно, связано с его свойствами ингибирования обратного захвата дофамина.